# Хайнрих II (Брабант)
Вижте пояснителната страница за други личности с името Хайнрих II.
Хайнрих II (на немски: Heinrich II Brabant, на френски: Henri II de Brabant, на нидерландски: Hendrik II van Brabant; * 1207, Льовен, Херцогство Брабант; † 1 февруари 1248, Льовен, Херцогство Брабант; погребан във Вийерс ла Вил) е херцог на Брабант и Долна Лотарингия от смъртта на баща му през 1235 г.

## Произход
Той е син на Хайнрих I Смели и Матилда Булонска (* 1170, † 1210), дъщеря на Матийо I от Елзас, граф на Булон.

## Фамилия
Първи брак: пр. 22 август 1215 г. с Мария фон Хоенщауфен (* март/април 1196, † пр. 1235, Льовен), дъщеря на немския крал Филип Швабски († 1208) и Ирина Ангелина († 1208), дъщеря на византийския император Исак II Ангел. Те имат шест деца:
1. Хайнрих III (* 1231; † 1261), херцог на Брабант
  1. ∞ 1251 Аликс от Бургундия
2. Филип († млад)
3. Матилда (* 1224; † 29 септември 1288)
  1. ∞ 4 юни 1237 в Компиен Роберт I, граф на Артоа
  2. ∞ пр. 31 май 1254 Гуидо II, граф на Сен Пол (Дом Шатийон)
4. Беатрикс (* 1225; † 11 ноември 1288)
  1. ∞ 10 март 1241 на Кройцбург Хайнрих Распе IV, ландграф на Тюрингия
  2. ∞ ноември 1247 в Льовен Вилхелм II от Дампиер, граф на Фландрия (* 1224; † 6 юни 1251).

Мария (* 1226; † 18 януари 1256; ∞ Лудвиг II Строги, херцог на Горна Бавария; тя е екзекутирана заради изневяра
1. Маргарета († 14 март 1277), абатиса на Херцогентал

Втори брак: със София от Тюрингия (* 20 март 1224; † 29 май 1275), дъщеря на ландграф Св. Лудвиг IV и Света Елизабет. С нея той има две деца:
1. Хайнрих I (* 1244; † 1308), 1263 ландграф на Хесен
2. Елизабет (* 1243; † 9 октомври 1261), ∞ в Брауншвайг на 13 юли 1254 за Албрехт I, херцог на Брауншвайг и Люнебург (Велфи).